# Lucian Filip
Lucian Ionuţ Filip (Craiova, 25 settembre 1990) è un allenatore di calcio ed ex calciatore rumeno, di ruolo difensore, preparatore atletico dell'FCSB.

## Carriera

### Club
Filip comincia la sua carriera nella Steaua Bucarest.
Debutta con l'Unirea Urziceni il 27 ottobre 2010 nella sconfitta fuori casa in Cupa României per 1-0 contro il Gloria Bistrița. Debutta con l'Unirea in campionato il 13 novembre 2010 nel pareggio casalingo per 1-1 contro il Politehnica Timișoara. Gioca l'ultima partita con l'Unirea il 6 dicembre 2010 nel pareggio casalingo per 1-1 contro il Pandurii Târgu Jiu.
Nel 2011 passa in prestito allo Snagov. Debutta con i nuovi compagni il 19 agosto 2011 nella vittoria casalinga per 2-0 contro il Gloria Buzău. Gioca l'ultima partita con questo club il 26 novembre 2011 nella vittoria fuori casa per 1-4 contro il Delta Tulcea.
Debutta con il Concordia Chiajna il 5 marzo 2012 nella vittoria casalinga per 1-0 contro l'Oțelul Galați. Segna il primo gol con il Concordia il 3 maggio 2012 nella vittoria fuori casa per 1-3 contro il Mioveni. Gioca l'ultima partita con il Concordia Chiajna il 19 maggio 2012 nella vittoria in casa per 3-1 contro il Pandurii Târgu Jiu, dove mette a segno il gol del momentaneo 1-0.
Debutta con la Steaua Bucarest il 18 ottobre 2009 nella vittoria casalinga per 1-0 contro il Politehnica Iași.

### Nazionale
Nel giugno 2012, Filip viene convocato dalla Romania Under 21 per disputare due partite di qualificazione agli Europei U-21, entrambe contro la Slovacchia, e nella seconda segna il gol del 2-0.

## Palmarès

### Club
- Coppa di lega rumena: 1

Steaua Bucarest: 2014-2015
- Campionato rumeno: 1

Steaua Bucarest: 2014-2015
- Coppa di Romania: 1

Steaua Bucarest: 2014-2015